# Guerra di Lapponia
La guerra di Lapponia (in tedesco Lapplandkrieg, in finlandese Lapin sota) fu il conflitto intercorso tra la Finlandia e la Germania, nel periodo compreso tra il settembre 1944 e l'aprile 1945, durante la seconda guerra mondiale; il nome deriva dalla regione più a nord della Scandinavia, la Lapponia, dove si concentrarono le ostilità, a seguito del ripiegamento delle truppe tedesche in Norvegia, ancora saldamente in mani naziste. Alla campagna parteciparono anche truppe sovietiche che avanzarono dal Fronte Careliano. Nella storiografia russa è nota come operazione Petsamo-Kirkenes, ed è ritenuta la più grande combattuta in era moderna a nord del circolo polare artico.

## Premesse al conflitto
All'inizio dell'estate del 1943, l'alto comando tedesco iniziò a considerare l'ipotesi che la Finlandia potesse giungere ad un accordo di pace separato con l'Unione Sovietica e pianificò il ritiro della XX armata composta dal XVIII e XIX Corpo d'armata verso nord e verso la Norvegia, occupata dal 1940, allo scopo di proteggere le miniere di nichel nella regione di Petsamo.
Durante l'inverno del 1944 furono migliorate le condizioni delle strade di collegamento con la Norvegia settentrionale, grazie all'uso coatto del lavoro dei prigionieri di guerra, molti dei quali catturati nell'Europa meridionale ed ancora in uniforme estiva, causandone un'elevata mortalità. In Norvegia furono accumulate risorse che permisero ai tedeschi di essere preparati nel momento in cui, in seguito alla firma dell'Armistizio di Mosca, la Finlandia pose termine alla cosiddetta guerra di continuazione contro l'Unione Sovietica.

## Svolgimento del conflitto

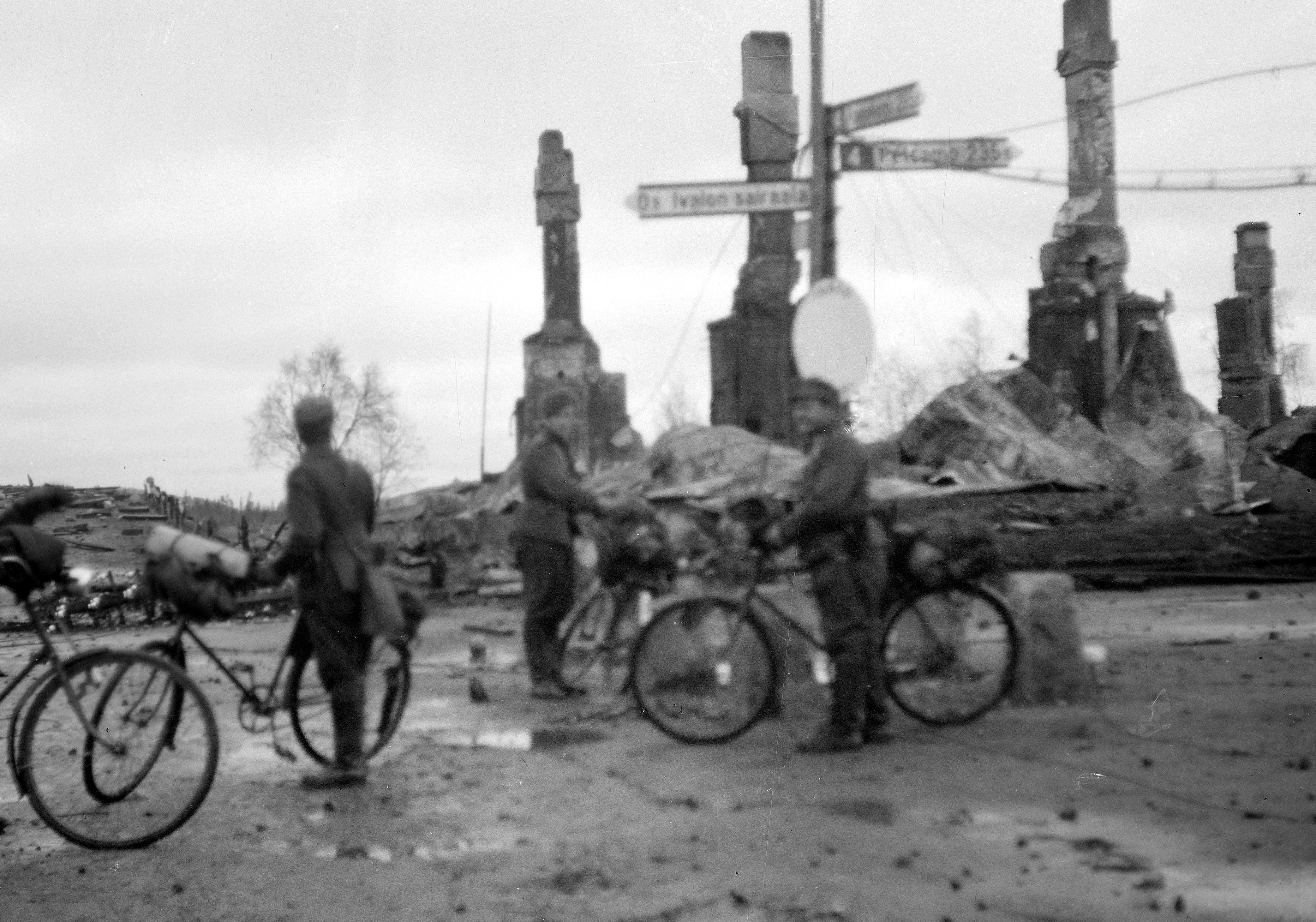
Il paese di Ivalo completamente distrutto dopo la ritirata tedesca

Mentre le truppe di terra tedesche si stavano organizzando per la ritirata verso nord, la Kriegsmarine minò gli sbocchi al mare della Finlandia e con l'operazione Tanne Ost tentò di catturare l'isola di Gogland nel golfo di Finlandia. I marinai delle navi finlandesi sorpresi in porti tedeschi o norvegesi dall'inizio delle ostilità, vennero internati e sommergibili tedeschi affondarono alcune navi civili finlandesi.
I Sovietici posero tra le clausole di armistizio con la Finlandia la richiesta di espulsione dal proprio territorio di tutte le truppe tedesche. I Finlandesi vennero quindi posti in una situazione simile a quella degli Italiani e dei Rumeni, che dopo essersi arresi agli Alleati, dovettero combattere per liberare le loro terre dalle forze tedesche. Il compito dei Finlandesi venne complicato dalla richiesta sovietica per cui la maggior parte delle forze armate finlandesi dovevano essere allo stesso tempo smobilitate, anche durante la campagna contro i tedeschi.
Il generale finlandese Hjalmar Siilasvuo, il vincitore della battaglia di Suomussalmi, venne posto al comando delle operazioni contro gli ex-alleati germanici comandati dal generale Lothar Rendulic. Anche i sovietici parteciparono alle operazioni attraverso l'uso combinato di forze di terra, mare ed aria. Il fulcro delle forze di attacco era basato sulla 14ª Armata del Fronte Careliano, forte di 97000 uomini, che con l'aiuto di due brigate di fanteria di marina e di una forza navale basata a Murmansk doveva respingere i 56000 tedeschi del XIX Gebirgs-Korps (Corpo d'armata da montagna) verso la Norvegia dalle sue posizioni a nord-ovest di Murmansk.

### Le manovre di autunno
Durante le prime settimane, la ritirata della Wehrmacht e l'avanzata dei Finlandesi fu organizzata di comune accordo tra i quartier generali delle due armate, un fatto che fu tenuto nascosto ai Sovietici. I tedeschi arretravano seguendo una tabella di marcia concordata e i Finlandesi attaccavano e sparavano a postazioni difensive ormai vuote. Dopo due settimane, i Sovietici si accorsero dell'inganno e pretesero che i Finlandesi iniziassero immediatamente azioni belliche più cruente e incisive contro i tedeschi.

### L'aumento dei combattimenti

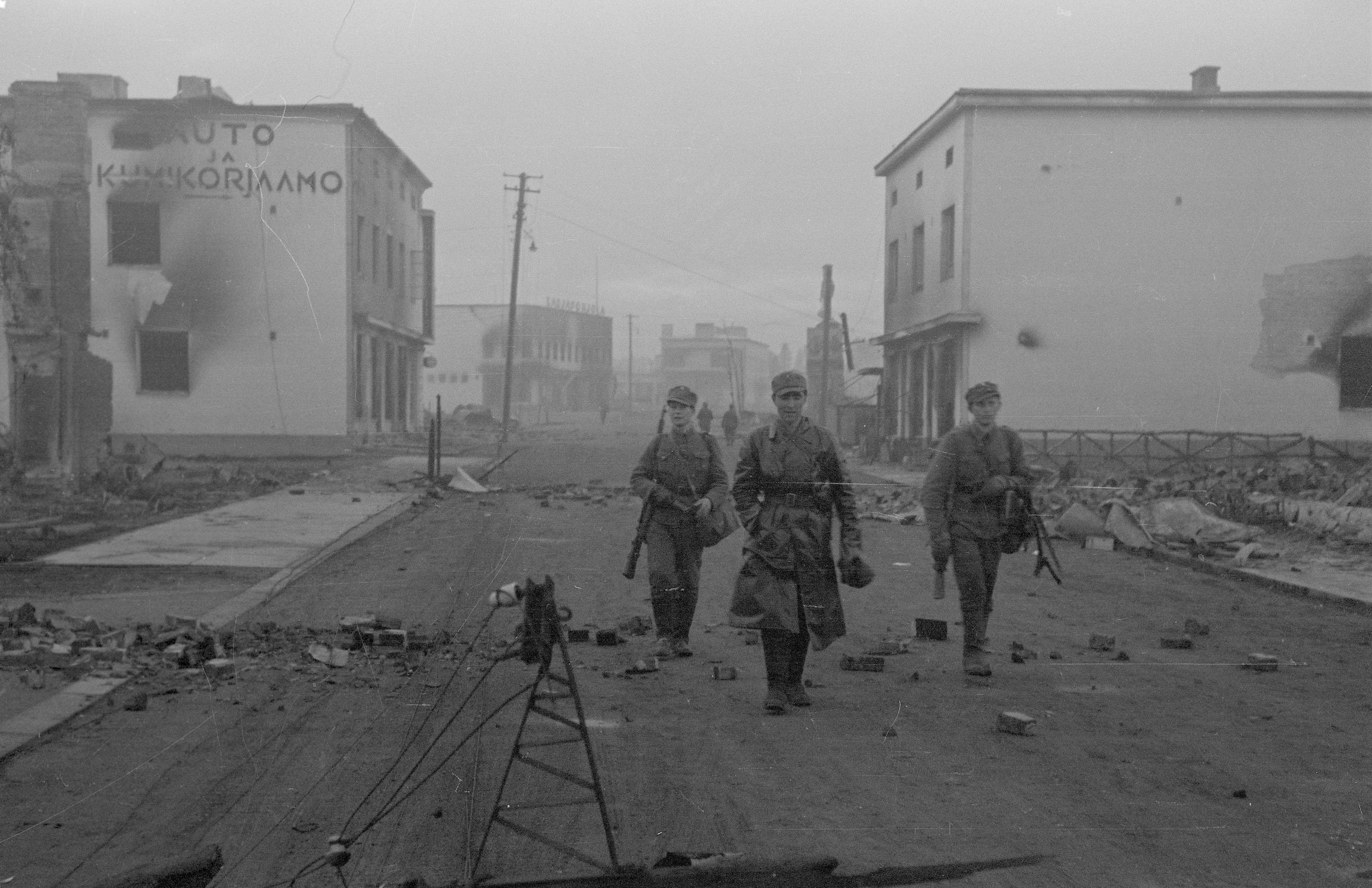
Soldati finlandesi entrano a Rovaniemi nell'ottobre del 1944

La guerra si intensificò tra ottobre e novembre del 1944 e portò al ritiro della Wehrmacht da gran parte della Finlandia settentrionale e, durante il ripiegamento, le truppe tedesche, al fine di eliminare qualunque forma di riparo per il nemico in avanzata, devastarono ampie aree della parte settentrionale del paese, adottando la tattica della terra bruciata: più di un terzo delle abitazioni site in quell'area vennero distrutte ed il capoluogo provinciale di Rovaniemi fu raso al suolo.
In aggiunta alla perdita delle proprietà, stimate ad un equivalente di circa 300 milioni di dollari dell'epoca, circa 100 000 abitanti divennero rifugiati di guerra, una situazione che si aggiunse ai problemi della ricostruzione del dopoguerra. Per tali fatti, alla fine del conflitto, il comandante della XX armata, il generale Rendulic, venne incriminato dagli Alleati come criminale di guerra, venendo condannato a 20 anni di reclusione. Le ultime truppe tedesche abbandonarono il paese nell'aprile del 1945.
I caduti tra i militari furono un numero relativamente limitato: 1 000 caduti per le truppe finlandesi e circa 2 000 per i tedeschi.